# Celler de Cal Sadurní
El celler de Cal Sadurní és un edifici de Sant Pere Molanta, al municipi d'Olèrdola (Alt Penedès), situat a l'altre costat de la carretera de la masia Cal Sadurní, de la que n'era el celler.

## Descripció
Es tracta de dues naus rectangulars adossades de forma perpendicular, cadascuna d'elles amb la coberta a dues vessants i el carener perpendicular a la façana. La primera nau presenta una gran portalada d'arc escarser ceràmic i la segona un gran finestral i un portal d'arc escarser ceràmic. A la part superior hi ha un òcul i un capcer amb dos pilars ceràmics, també presents a les cantonades i enllaçats a través de la cornisa motllurada. El tractament exterior dels murs és la pedra vista.

## Història
El va fer construir Ramon Sadurní Sadurní l'any 1907, després que el celler de la masia quedés petit. Després d'uns anys sense ús, el celler va ser renovat l'any 2005 per acollir-hi un centre de tast de vins denominat Aula de la Vinya i el Vi.